# Es Caná
La playa Es Caná (en catalán y oficialmente es Canar, sin pronunciar la r final, pues en muchos geolectos catalanes, como el ibicenco, no se pronuncia este sonido en posición final) está situada en Santa Eulalia del Río, en la parte oriental de la isla de Ibiza, en la comunidad autónoma de las Islas Baleares, España.